# Stazione di Bazzano (L'Aquila)
La stazione di Bazzano è una fermata ferroviaria, posta sulla linea Terni-Sulmona, a servizio di Bazzano, frazione del comune dell'Aquila.

## Storia

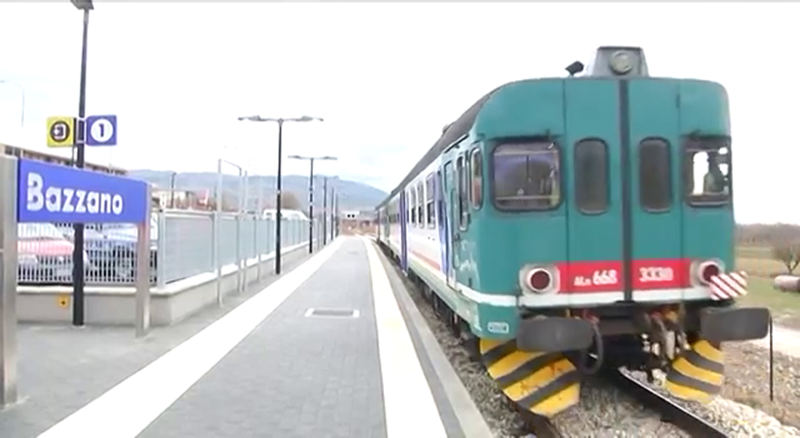
Un'automotrice FS ALn 668.3300 in arrivo a Bazzano

La fermata di Bazzano venne attivata con il cambio orario del 10 dicembre 2017.

## Strutture e impianti
La fermata, posta alla progressiva chilometrica 122+227 fra le stazioni dell'Aquila e di Paganica, conta un unico binario, servito da un marciapiede lungo 125 metri e alto 55 centimetri sul piano del ferro, e parzialmente coperto da una pensilina.

## Movimento
La stazione è servita da treni regionali gestiti da Trenitalia per conto della regione Abruzzo circolanti tra L'Aquila e Sulmona.